# 迪兹杰省
迪兹杰省（土耳其语：Düzce ili）是位于土耳其西北部、黑海沿岸的一个省，面积3,641平方公里，首府迪兹杰。
迪兹杰省是在1999年土耳其地震后从博卢省分离而成立的。在国内，它有“土耳其的联合国”之称，因为有许多民族的人居住于此：土耳其人、切尔克斯人、阿布哈西亚人、格鲁吉亚穆斯林、吉普赛人以及巴尔干半岛人、库尔德人和Zaza。